# Księga dżungli (film 1994)
Księga dżungli (ang. Rudyard Kipling’s The Jungle Book) – amerykański film przygodowy z 1994 roku w reżyserii Stephena Sommersa, na motywach Księgi dżungli i Drugiej Księgi dżungli Rudyarda Kiplinga. Współprodukowany przez The Walt Disney Company czerpie elementy z ich filmu animowanego z 1967 roku pod tym samym tytułem i jest tym samym pierwszy aktorskim remakiem filmu Walt Disney Animation Studios. W przeciwieństwie innych ekranizacji Księgi dżungli zwierzęta nie mówią.
Film otrzymał nominację do nagrody Saturna w kategorii najlepszy film akcji/przygodowy/thriller. Debiut filmowy Jasona Flemynga i Farana Tahira.

## Fabuła
W wiktoriańskich Indiach Brytyjskich 5-letni Mowgli jest synem hinduskiego przewodnika Nathoo, pracującego dla brytyjskiego pułkownika Brydona. Mowgli przyjaźni się ze swą rówieśniczką Kitty, córką Brydona. W trakcie przeprawy przez dżunglę za ekspedycją Brydona podąża tygrys Shere Khan, po tym jak hinduski myśliwy Buldeo i dwóch brytyjskich żołnierzy upolowali kilka zwierząt dla sportu. Nathoo oskarża Buldea i żołnierzy o złamanie praw dżungli egzekwowanego przez Shere Khana. Nocą po rozbiciu obozu Mowgli otrzymuje od Kitty bransoletkę jej zmarłej matki. Shere Khan dociera do obozu zabijając kilku żołnierzy Brydona. Nathoo próbuje z nim walczyć, aby bronić Buldea, który niewdzięcznie pozwala tygrysowi zabić Nathoo.
W wyniku zamieszania tworzy się pożar i Mowgli ucieka na płonącym wozie wraz ze swym wilczym szczenięciem Szarym Bratem w głąb dżungli. Zostaje uznany za martwego. Zagubionych w gęstwinie Mowgliego i Szarego Brata ratuje czarna pantera zwana przez chłopca Bagheerą. Prowadzi on ich do watahy wilków. Malec zaprzyjaźnia się też z młodym niedźwiedziem, któremu daje imię Baloo. Lata później wychowywany przez zwierzęta Mowgli osiąga wiek dorosły i nawiązuje z nimi silną więź. Pewnego dnia małpy kradną Mowgliemu bransoletkę od Kitty. Chcąc ją odzyskać trafia do ruin starożytnego miasta pełnego kosztowności. Przywódca małp, złośliwy orangutan przywołuje pytona Kaa. Mowgli wdaje się w zaciekłą walkę z wężem, którą wygrywa i orangutan zwraca mu bransoletkę.
Tymczasem Kitty wraca do Indii. Natyka się ona na Mowgliego i ten podąża za nią aż do wojskowego fortu. Kitty w końcu go rozpoznaje po bransoletce. Brytyjski podwładny Brydona, kapitan Boone więzi Mowgliego za rzekomy atak na Kitty. Odkrywszy u niego ozdobny sztylet, którym ranił Kaa, wraz z żołnierzami – Anglikiem Wilkinsem i Szkotem Harleyem – chce się dowiedzieć skąd Mowgli go ma. Z tortur ratuje go Brydon z zaskoczeniem odkrywający, że Mowgli to dzikus, o którym mówili miejscowi. Kitty i brytyjski medyk doktor Plumford zapoznają Mowgliego na nowo z ludzkim światem. Podczas nauki Mowgli i Kitty się zakochują w sobie, co złości Brydona. Boone tymczasem dowiaduje się od Buldea i hinduskiego przewodnika Tabaquiego, że sztylet pochodzi z legendarnego Miasta Hanumana.
Wykorzystując fakt, że Mowgli znów umie mówić, Boone prosi go wskazanie drogi do Miasta Hanumana. Mowgli odmawia, uważając, że zabijanie zwierząt przez Boone’a dla zabawy jest sprzeczne z prawami dżungli. Na przyjęciu Brydon ogłasza zaręczyny Kitty i Boone’a. Mowgli czując, że nie należy do ludzkiego świata, wraca do dżungli. Kitty widząc okrucieństwo u Boone’a wobec Mowgliego zrywa zaręczyny i decyduje wrócić do Anglii. W dżungli Boone, Wilkins, Harley, Buldeo i Tabaqui próbują złapać Mowgliego. Baloo ratuje go z opresji, ale zostaje postrzelony. W międzyczasie wynajęci przez Boone’a Thagowie napadają na Brydonów i Plumforda w drodze do Jaipuru. Jeden z bandytów rani Brydona, ale Bagheera i wilki interweniują zabijając większość Thagów. Mowgli ratuje Plumforda i prosi go o uleczenie Baloo. Boone i jego ludzie grożą, że zabiją Kitty i jej ojca, jeśli Mowgli nie doprowadzi ich do Miasta Hanumana. Mowgli zgadza się ich zabrać.
Nocą grupa dowiaduje się, że Shere Khan powrócił. Mowgli obiecuje chronić przed nim Kitty i jej gorączkującego ojca, a następnego ranka ucieka z pomocą wiernego Bagheery. Harley rusza za nimi w pościg, ale tonie w ruchomych piaskach. Reszta grupy poza Brydonem, którego Boone zostawia na śmierć, rusza na trop. Mowgli pomaga Brydonowi wrócić do fortu na dzikim słoniu. Później Mowgli walczy z Tabaquim, którego zabija zrzucając z klifu. Zbliżając się do Miasta Hanumana, Wilkins zostaje zagryziony przez Shere Khana. Boone i Kitty docierają do skarbca za orangutanem, zwanym przez Mowgliego królem Louiem. Wewnątrz miasta Buldeo próbuje zastrzelić Mowgliego, ale zostaje pochowany żywcem w jednej pułapek.
W skarbcu Boone zamierza zabić Mowgliego. W walce Mowgli rani go sztyletem i ucieka z Kitty. Boone chciwie gromadzi dla siebie skarby, jednak jego radość przerywa zabijający go Kaa, wezwany przez Louiego. Na zewnątrz Miasta Hanumana Mowgli i Kitty stają przed obliczem wściekle ryczącego Shere Khana. W odpowiedzi Mowgli ryczy, a Shere Khan akceptuje go jako stworzenie z dżungli. Po powrocie do dżungli Mowgli i Kitty z radością odkrywają, że Plumford uratował życie Brydona i Baloo. Mowgli rozpoczynający związek z Kitty zostaje uznany przez zwierzęta za władcę dżungli i strażnika jej praw.

## Obsada
Źródło: Filmweb
- Jason Scott Lee – Mowgli
- Lena Headey – Katherine „Kitty” Brydon
- Cary Elwes – kpt William Boone
- Sam Neill – płk Geoffrey Brydon
- John Cleese – doktor Plumford
- Jason Flemyng – por. John Wilkins
- Stefan Kalipha – Buldeo
- Ron Donachie – sierż. Harley
- Anirudh Agarwal – Tabaqui
- Faran Tahir – Nathoo
- Casey – Baloo
- Shadow – Bagheera
- Shannon – Szary Brat
- Lowell – król Louie
- Bombay – Shere Khan

## Produkcja

### Przygotowania i scenariusz
W 1993 roku indyjski producent filmowy Raju Patel z okazji nadchodzącego stulecia Księgi dżungli Rudyarda Kiplinga zdecydował stworzyć filmową adaptację. Pierwotnie ekranizacja była niezależną produkcją o budżecie 18 mln dolarów, jednak 7 czerwca przewodniczący The Walt Disney Studios Jeffrey Katzenberg złożył ofertę większego budżetu i dostępu do pierwszoligowych aktorów w zamian za prawa do dystrybucji  filmu w Stanach Zjednoczonych, Wielkiej Brytanii, krajach skandynawskich i Beneluksu. „Widzieliśmy, że ktoś inny może być w stanie nakręcić aktorską Księgę dżungli. Ale jeśli ktoś miał to zrobić, naprawdę chcieliśmy to zrobić” – powiedział dla „Los Angeles Times” David Vogel, prezes Walt Disney Pictures. Katzenberg dostrzegł potencjał adaptacji animowanej Księgi dżungli (1967) produkcji Walt Disney Feature Animation na film aktorski, co było wówczas uznawane za ryzykowne. Jako scenarzystów Patel zatrudnił Ronalda Yonvera i Marka Geldmana, wspólnie decydując że epizodyczny charakter powieści wymaga „ciągłej narracji”. „Napisanie scen ze zwierzętami bez prostoty, z jaką rozmawiają ze sobą wszystkie zwierzęta z opowiadań z Księgi dżungli, było ogromnym wyzwaniem” – mówił Ronald Yanover. Pierwszy szkic scenariusza liczył prawie 175 stron. Stanowisko reżysera otrzymał będący fanem animowanej Księgi dżungli Stephen Sommers, po tym jak nakręcił dla The Walt Disney Studios Przygody Hucka Finna (1993). Budżet zaplanowano na 30 mln dolarów.  
Sommers napisał nową wersję scenariusza z decyzją o przekształceniu historii, ponieważ uważał, że nikt nie mógł konkurować z animowaną wersją: „Czułem, że nigdy nie prześcigniemy wersji animowanej; to właściwie mój ulubiony film Disneya. Ale moglibyśmy zrobić pewne rzeczy, których oni nie zrobili. Moglibyśmy na przykład pokazać, w jaki sposób nazwy zwierząt pochodzą z języka hindi. Staraliśmy się oddać hołd poprzedniej wersji, zachowując te same nazwy”. Po podpisaniu kontraktu Sommers pierwszy raz w życiu obejrzał brytyjsko-amerykańską ekranizację z 1942 roku autorstwa brytyjskiego producenta Alexandra Kordy, będącą pierwszą ekranizacją utworu Kiplinga. Nie widział jednak sposobu na połączenie ośmiu opowieści o Mowglim z młodości w spójną narrację, jak próbował to zrobić Korda w swojej wersji. Zachował wątek kolonializmu z pierwszego scenariusza, ale rozwinął aspekt przygodowy, którego w jego ocenie brakowało w animowanym oryginale. Postacie z literackiego oryginału stały się punktem wyjścia dla tego, co Sommers nazwał „romantycznym filmem przygodowym”. Inspirując się swym ulubionym reżyserem, Michaelem Curtizem, Sommers wybrał Kapitana Blood (1935) i Sokoła morskiego (1940) jako główne czynniki wpływające na kształt Księgi dżungli. Sommers wykorzystał zawarte przez Kiplinga w swoich opowiadaniach „prawa dżungli”. Decyzją Sommersa było to, żeby postacie zwierzęce nie mówiły, dlatego nalegał, by zwierzęcy aktorzy wykazywały się jak najbardziej naturalnym zachowaniem. 

### Casting
Pierwszym większym wyzwaniem było znalezienie aktora do zagrania Mowgliego. Znalezienie aktora, który potrafiłby emanować niemal dziecięcą prostotą, który potrafił wykazać się niemal zwierzęcą zwinnością i który miałby dość cierpliwości i pewności siebie, aby poradzić sobie ze stadem wilków lub tygrysem biegnącym pełną parą w jego stronę, nie było łatwe. Producent Edward S. Feldman po wspólnym przesłuchaniu z Sommersem aktorów odpowiednich do roli w Londynie, w Boże Narodzenie pojechał do Singapuru, gdzie poszedł do kina na Smoka. Historię Bruce’a Lee (1993). Widząc w filmie hawajsko-chińskiego aktora Jasona Scotta Lee grającego Bruce’a Lee, zdecydował że aktor będzie odpowiedni do roli Mowgliego. Sommers zgodził się z wyborem: „Mowgli nie podziela tego samego systemu wartości, jaki znamy co ludzie, więc jest w nim niewiele, jeśli w ogóle, cynizmu lub zła. Jason ma w sobie naturalną słodycz i niewinność, która wyświetlana na ekranie staje się po prostu Mowglim”.
Po tym jak po raz pierwszy zobaczył angielską aktorkę Lenę Headey w filmie Okruchy dnia (1993), Feldman zwrócił na nią uwagę Sommersa. Podzielając entuzjazm Feldmana, reżyser zabrał 20-letnią aktorkę z Anglii na trzydniową podróż do Los Angeles, aby przetestować kandydaturę do tej roli i spotkać się z producentami. Dzięki występom w telewizji i filmach rola Kitty Brydon była dla Headey pierwszą pierwszoplanową rolą: „Ogólnie lubię grać poważne role, a gra Kitty była jedną z najtrudniejszych rzeczy, jakie zrobiłam. To angielska dziewczyna z Indii i trzeba zachować delikatną równowagę, aby było ciekawie, ale nie przesadnie”.
Księga dżungli zawierała ok. 52 tresowanych zwierząt, co wówczas stanowiło największą grupę tresowanych zwierząt zebranych na potrzeby filmu od czasu Doktora Dolittle (1967). Spośród udostępnionych tresowanych niedźwiedzi do roli Baloo wybrano samca niedźwiedzia czarnego Caseya. Ponieważ w książce Baloo niedźwiedź był brązowej maści, Casey musiał mieć makijaż, co zajmowało dwie godziny aplikacji za pomocą opryskiwacza. Bagheerę zagrał melanistyczny samiec lamparta Shadow, wcześniej występujący w pokazach magicznych Douga Henninga oraz w teledysku do piosenki Black or White (1991) Michaela Jacksona. Szarego Brata zagrała wilczyca Shannon ze wszystkich występujących w filmie czternastu wilków. Samiec tygrysa Bombay należący do tresera Randy’ego Millera został wybrany do roli Shere Khana. Króla Louiego zagrał młody samiec orangutana borneańskiego Lowell, który według Sommersa był najłatwiejszym i najprzyjemniejszym zwierzęciem, z którym się pracowało. 

### Zdjęcia
Po ukończeniu scenariusza rozpoczęło się poszukiwanie lokalizacji i początkowo wszyscy chcieli sfilmować całość w Indiach. Po kilku podróżach po kraju stało się jasne, że problemem będzie sprowadzenie zatrudnionych zwierząt, które mogłyby zachorować lub umrzeć z powodu panującym upałów i problemów z żywnością. Także niesatysfakcjonująca się okazała indyjska przyroda, która nie przypominała lasu deszczowego, jakiego w głowie mieli twórcy: „Kolejnym priorytetem było znalezienie odpowiedniej dżungli. Chciałem romantycznej, pięknej i bujnej dżungli z mnóstwem klifów, wodospadów, szczytów i dolin, a tego po prostu nie można było znaleźć w Indiach. Skończyło się na tym, że stworzyliśmy naszą dżunglę, udając się do czterech różnych miejsc na dwóch kontynentach. Chciałem pokazać dżunglę, w której wszyscy chcielibyśmy mieszkać, i ponoszę pełną winę za to, że wszyscy przebyliśmy pół świata i z powrotem, aby ją zdobyć” – wspominał Sommers. Filmową dżunglę zagrał park krajowy w Tennessee z dodatkiem egzotycznych roślin ustawionych przed kamerą. Feldman żartował, że Księga dżungli i tak ma historyczne powiązania ze Stanami Zjednoczonymi, ponieważ Kipling napisał ją w „egzotycznej dziczy” Vermont, kiedy tam mieszkał.
Główne zdjęcia rozpoczęły się 14 marca 1994 roku w Dźodhpurze. W Mehboob Studios w dzielnicy Bandra w Bombaju przez dwa miesiące przed rozpoczęciem zdjęć trwała budowa czterech oddzielnych planów zdjęciowych. Tam nakręcono sceny w Mieście Hanumana, zbudowanego z mahoniu, betonu i cegły. Przed rozpoczęciem zdjęć w Indiach ekipa filmowa musiała stawić tamtejszej biurokracji rządowej i potrzebowała czterech dni na odprawę celną sprzętu fotograficznego i pięciu dni na zdobycie krótkofalówek. W trosce o warunki sanitarne Feldman wydał 70 tys. dolarów na wodę butelkowaną i zatrudniono cztery osoby, aby upewnić się, że butelki z wodą zostaną dostarczone zapieczętowane. Przed rozpoczęciem zdjęć w 550-letnim pałacu, który miał wyglądać na kwaterę główną armii brytyjskiej, Feldman wydał 250tys. dolarów na wyrywanie słupów i przewodów telefonicznych w zasięgu wzroku kamery, aby okolica wyglądała jak z końca XIX wieku. Przewody zakopano pod ziemią. Niektórzy jednak postrzegali szczura w skrzynce z bezpiecznikami jako zły znak, więc pod koniec zdjęć Feldman kazał z powrotem założyć bieguny i przewody. Okres zdjęciowy w Indiach trwał osiem tygodni.
Po powrocie do Stanów Zjednoczonych różne zwierzęta i ich trenerzy rozpoczęli aktywną pracę na kilka miesięcy przed pojawieniem się ich przed kamerami. Przybycie do Tennessee na około miesiąc przed firmą i zaaklimatyzowanie zwierząt do nowego środowiska było niezbędne w przygotowaniu dla nich strefy komfortu do pracy. Wszystkie sceny filmu zwierzętami zostały nakręcone w lasach środkowego Tennessee i wyspy Fripp Island w Karolinie Południowej, zamiast jak to początkowo planowano w Indiach, ze względu na amerykańskie i międzynarodowe przepisy dotyczące kwarantanny: „Obawialiśmy się, że jeśli zabierzemy zwierzęta do Indii, wiele z nich może zachorować lub umrzeć. Bardzo trudno jest się zaaklimatyzować z powodu upałów oraz problemów z wodą i jedzeniem” – wspominał Sommers. Lee w gazecie „The Morning Call” powiedział, że początkowo bał się pracować ze zwierzętami: „Jesteś częścią łańcucha pokarmowego. Nawet jeśli są wyszkolone, nadal są dość dzikie. Następną rzeczą, wiesz, masz wokół siebie sześć wilków. A kiedy są w stadzie, są bardziej agresywni. Ich sposobem okazywania uczuć jest gryzienie. Są jak psy, tylko bardziej przebiegłe. (...) Ale drugi niedźwiedź był fajny – trochę jak miś Kubuś Puchatek”. Z czasem Lee zaaklimatyzował się do pracy ze zwierzętami i przyznał, że były głównym powodem, dlaczego wziął angaż do Księgi dżungli. Kaa został zagrany za pomocą animatronicznego modelu. Planowano zastosować animatronikę do innych zwierząt, jednak po wypróbowaniu robotycznego makaka zrezygnowano z tych planów uznając, że publiczność wyłapie różnice. „Ludzie wiedzą, jak te zwierzęta naprawdę wyglądają i poruszają się; to nie dinozaury ani potwory” – wspominał Sommers dla „Los Angeles Times”.

## Premiera
Film otrzymał premierę 25 grudnia 1994 roku. Polska premiera odbyła się 13 kwietnia 1995 roku i była dystrybuowana w kinach przez Best Film.